# Балка Жидівська
Балка Жидівська — річка в Україні, у Нікопольському районі Дніпропетровської області. Ліва притока Солоної (басейн Дніпра).

## Опис
Довжина річки приблизно 7,4 км. Місцями пересихає.

## Розташування
Бере початок у селі Менделєєвка. Тече переважно на південний захід через Дружбу і на північно-східній стороні від села Криничувата впадає у річку Солону, ліву притоку Базавлука.